# 사토카와촌
사토카와촌(里川村)은 이시카와현 노미군에 있던 촌이다.

## 역사
- 1889년 4월 1일 - 정촌제 시행에 의해 7촌의 구역을 가지고 사토카와촌이 성립하였다.
- 1907년 8월 5일 - 사토카와촌, 후루카와촌, 고쿠조촌이 합병해, 고쿠후촌이 성립하였다.

## 교통

### 철도
이후 구촌 지역에 호쿠리쿠 철도 고마쓰선 우카와유센지이 개통되었지만, 당시에는 미개통 상태였다. 

## 참고문헌
- 角川日本地名大辞典 17 石川県